# Эггерсдорф-бай-Грац
Эггерсдорф-бай-Грац (нем. Eggersdorf bei Graz) — ярмарочная община в Австрии, в федеральной земле Штирия. Входит в состав округа Грац-Умгебунг. 
Население составляет 1918 человек (на 15 мая 2001 года). Занимает площадь 9,91 км².

## Население
| Население | 3.764 | 3.814 | 3.935 | 3.900 | 4.086 | 3.957 | 4.260 | 4.095 |
| Дата      | 1951  | 1961  | 1971  | 1981  | 1991  | 2001  | 2011  | 2015  |
| Население | 3.946 | 3.997 | 4.429 | 4.828 | 5.599 | 6.192 | 6.392 | 6.466 |

## Политическая ситуация
Бургомистр общины — Йохан Цаунширм (АНП) по результатам выборов 2005 года.
Совет представителей общины (нем. Gemeinderat) состоит из 15 мест.
- АНП занимает 9 мест.
- СДПА занимает 6 мест.